# Pietro Antonelli
Pietro Antonelli (ur. 29 kwietnia 1853 r. w Rzymie, zm. 11 stycznia 1901 r. tamże) – włoski dyplomata.

## Życiorys
Urodzony 29 kwietnia 1853 r. w Rzymie, był synem księcia Luigiego Antonellego i bratankiem kardynała Giacoma Antonellego, sekretarza stanu papieża Piusa IX. W młodości dzięki uprzywilejowanemu pochodzeniu nie odbywał regularnej edukacji. W wieku 26 lat, po zawodzie miłosnym, wyjechał z Włoch do Afryki wraz z dużą wyprawą Włoskiego Towarzystwa Geograficznego. Od listopada tego roku przez dwa lata przebywał w Szewie, gdzie zaczął badania terytorium. W 1881 r. wrócił do Włoch, ale rok później ponownie przybył do Szewy jako członek wyprawy mającej zawrzeć z królem Szewy Menelikiem traktaty handlowe, a po śmierci dowódcy, sam przejął jej kierownictwo. Po zawarciu umowy wrócił do Włoch, gdzie złożył sprawozdanie z wyprawy i w grudniu 1883 r. opisał swoją podróż na forum Włoskiego Towarzystwa Geograficznego, za co otrzymał złoty medal.
Latem następnego roku ponownie dotarł do Szewy, gdzie pełnił funkcje dyplomatyczne na dworze Menelika. Jako reprezentant rządu włoskiego podpisał też z Menelikiem traktat w Uccialli, który był próbą objęcia Etiopii włoskim protektoratem. Na tle próby interpretacji spornego artykułu 17 traktatu doszło do konfliktu, który zmusił go do powrotu w grudniu 1890 r. do Szewy. Po niepowodzeniu negocjacji włoska ekspedycja opuściła Etiopię w marcu 1891 roku.
Po powrocie z Afryki był posłem do parlamentu, w 1894 r. został podsekretarzem spraw zagranicznych. Od 24 listopada 1894 r. był posłem w Buenos Aires, a 21 listopada 1897 r. został przeniesiony do Rio de Janeiro, gdzie zachorował na żółtą febrę, z której nigdy do końca się nie wyleczył. Zmarł 11 stycznia 1901 r. w Rzymie.

## Publikacje
- Menelik, imperatore d'Etiopia (1891)[1]
- Nell'Africa italiana (1891)[1]
- Taitù, imperatrice d'Etiopia (1891)[1]
- Il Mio viaggio da Assab allo Scioa, conferenza tenuta presso la Società geografica italiana, il... (1883)[1]